# Otto Raarup
Otto Raarup, med dæknavnet Jørgen (født 14. februar 1924, død 23. december 1944 i Odense) var en dansk modstandsmand, der var medlem af BOPA.
Otto Raarup flygtede den 23. december 1944 fra det tyske politi Gestapo, idet han sammen med sin kammerat Gunnar Bruun Jensen forsøgte, at undslippe over hustage og ned ad nedløbsrør, inden de faldt i et baghold i Odense, hvor de blev skudt og dræbt af danske HIPO-folk. 
Otto Raarup blev i 1945 begravet på Assistens Kirkegård i Odense.